# Malgasochilo
Malgasochilo és un gènere monotípic d'arnes de la família Crambidae. Conté només una espècie, Malgasochilo autarotellus, que es troba a Madagascar (Nosy-Bé). Les ales d'aquesta espècie són de color marró-gris, amb una envergadura alar de 12 mm.